# Aricia exarmata
Aricia exarmata är en ringmaskart som beskrevs av Fauvel 1932. Aricia exarmata ingår i släktet Aricia och familjen Orbiniidae. Utöver nominatformen finns också underarten A. e. atlantica.